# 大坝乡 (昭觉县)
大坝乡，是中华人民共和国四川省凉山彝族自治州昭觉县曾经下辖的一个乡。2021年1月12日，撤销大坝乡，其所属行政区域为地莫镇的行政区域。

## 行政区划
大坝乡撤销前下辖以下地区：
柯且村、瓦补谷立村、拖都村、洛五村和特洛村。